# Старокрещено (Марий Эл)
Старокрещено (мар. Крешын Руй) — деревня в Новоторъяльском районе Республики Марий Эл. Входит в состав Чуксолинского сельского поселения.

## География
Находится в северо-восточной части республики Марий Эл на расстоянии приблизительно 8 км по прямой на восток от районного центра посёлка Новый Торъял.

## История
Известна с 1836 года, когда здесь проживали 44 жителя, все крещёные черемисы, в 1884 году — 17 дворов, 114 жителей. В 1973 году в деревне насчитывалось 23 хозяйства, 88 жителей. В 2994 году здесь имелось 2 магазина, правление колхоза «Авангард», детский сад, почта, колхозная столовая, дом культуры, библиотека, медпункт, школа, машинный двор, зерноток. В 1999 году в деревне насчитывалось 58 дворов, в них проживали 220 человек. В советское время работал колхоз «У пасу».

## Население
Население составляло 210 человек (мари 97 %) в 2002 году, 222 в 2010.